# Mitch Mitchell
John Ronald "Mitch" Mitchell, (Londres, Regne Unit, 9 de juliol de 1946-Portland, Oregon, Estats Units, 12 de novembre de 2008) va ser un músic anglès reconegut principalment per la seva feina com a baterista de la banda The Jimi Hendrix Experience.